# Fiskerring
 For alternative betydninger, se Annulus.
I pavens ring (annulus piscatorius, fiskerring) er Peters fiskedræt (Matt 4,18-22; Mark 1,16-20; Luk 5,1-11) fremstillet, og med den forsegles de pavelige breve. Det græske ord for fisk (ichthys) er et anagram for Kristus (Iésous Christos Theou (h)Yios Sótér, Jesus Kristus, Guds søn, frelser).
Annulus pastoralis, pastoralring (i signetet er afbildet en fisk) hører til enhver katolsk biskops embedsdragt. Ved den formæles han med kirken.